# Особняк Кекушевой
Особня́к Ке́кушевой (дом Сми́тского) — московское здание, возведённое архитектором Львом Кекушевым в начале XX века для своей семьи. Формально участок принадлежал жене архитектора Анне Ионовне Кекушевой, но вскоре был продан. После Октябрьской революции усадьбу передали в управление Бюро по обслуживанию иностранцев, затем — Главному управлению по обслуживанию дипломатического корпуса при МИД России (ГлавУпДК). По состоянию на 2014 год в здании располагалось оборонное ведомство посольства Египта, после реставрации 2018-го особняк заняло одно из подразделений дипломатического корпуса.

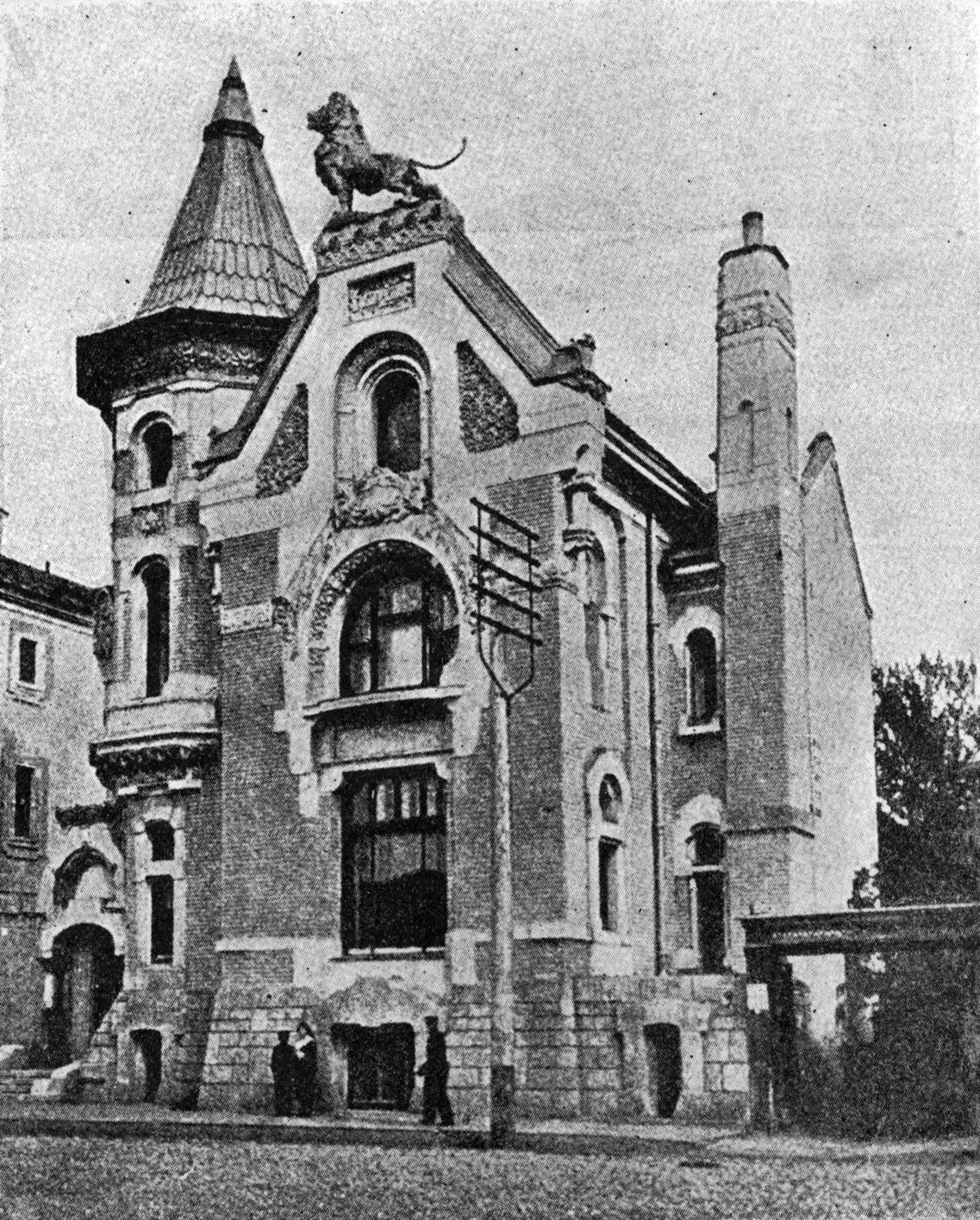
Особняк в 1900-х годах

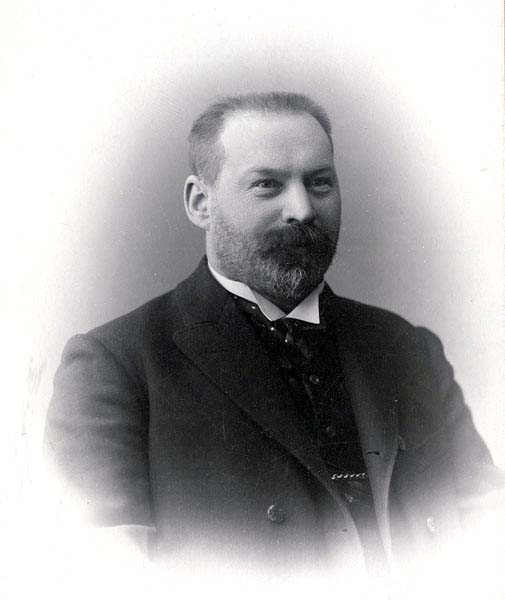
Владелец усадьбы Лев Кекушев, 1907 год

## История
В 1875 году владельцем участка числился И. И. Доброхотов, при котором землю занимал классический особняк с мезонином. Декор дома был характерен для послепожарной застройки Москвы, и когда в 1900-м территорию выкупил архитектор Лев Кекушев, он подал прошение в городскую управу о сносе обветшалых строений. По традиции того времени новоприобретённую собственность записали на имя его жены Анны Ионовны. Из-за большой занятости архитектора проект новой усадьбы, представленный в городскую управу, подготовил его помощник Василий Сергеевич Кузнецов. Когда власти одобрили задумку в простых модерновых формах, Кекушев приступил к строительству дома по собственным чертежам. Они были разработаны ещё в 1899 году по заказу Саввы Мамонтова, из-за банкротства которого задумку не реализовали.
Вскоре после завершения строительства в 1903 году дом выставили на продажу из-за финансовых затруднений хозяина. Вскоре Кекушеву удалось рассчитаться с кредиторами, но уже в 1906-м архитектор расстался с женой и выехал из дома. Через два года особняк продали, в дальнейшем он был отмечен в документах как «дом Смецкого» или «дом Смитского». После Октябрьской революции усадьба перешла в ведение Бюро по обслуживанию иностранцев, которое позднее реорганизовали в ГлавУпДК при МИД России. После 1920-х годов с фасада демонтировали массивную скульптуру льва, а также кроноподобное лепное завершение крыльца, устои ворот и отдельные элементы рельефа. Архитектор Алексей Очнев полагает, что оригинальный декор был выполнен из гипса и мог обветшать к тому моменту. В этот же период изменили общее цветовое решение дома, реконструировали хозяйственные флигеля. C 1960-х годов здание занимал военный атташе Объединённой Арабской Республики, позднее в его стенах расположилось оборонное ведомство посольства Египта.
Во время реконструкции 2014—2018 годов восстановили оригинальное убранство особняка. Работы проходили под руководством архитекторов Алексея Очнева и Георгия Орлова. Реставраторы восстановили черепицу, выполненную из сплава титана и цинка, расчистили рельефный декор и открыли заложенные ранее окна, отремонтировали деревянную парадную лестницу, обновили потолочные балки гостиной. Подвалы дома укрепили от воздействия сточных вод, отремонтировали инженерные системы и стропильные конструкции. На крыше дома установили бронзовую статую льва, воссозданную по старым фотографиям. Её длина составила 4 метра, высота — 3,2 метра. Позднее проект реконструкции был признан лучшим на конкурсе «Московская реставрация — 2018». Отреставрированное здание снова заняли дипломатические представительства, но оно открыто для посещений в рамках программы «Дни исторического и культурного наследия».
По мнению ряда искусствоведов, именно особняк Кекушевой упоминается в романе «Мастер и Маргарита» как дом главной героини. Теория связана с третьей дочерью архитектора Кекушева, которая родилась в усадьбе на Остоженке. Позднее она вышла замуж за друга Михаила Булгакова художника Сергея Топленинова.

## Архитектура
Собственный особняк Кекушева считается одним из выдающихся образцов московского модерна. Асимметричная композиция усадьбы имела сходство с формой классических европейских замков. Здание представлено разновеликими объёмами, смысловым центром ансамбля является гранёная башня с шатром. В подоконных филёнках третьего этажа её декорировали тёмной лепниной с изображением орлов, которая контрастировала со светлым цветом стен. Скульптура льва, венчающая трапециевидный щипец центрального ризалита, также отсылала к западноевропейской архитектуре. Декор напоминал скульптуру Рудольфа Вейера, венчающую плотину в Нюсдорфе, и свидетельствовал об авторстве архитектора. Сложная пластика разновеликих окон является отличительной чертой авторского стиля Кекушева. Так, массивное окно полуподвала выложено из отдельных камней и служит отсылкой к ранним формам ренессанса.
При разработке экстерьера Кекушев использовал рациональный подход и отказался от недолговечных элементов: стены облицевали розовой керамической плиткой, украсили цинковыми орнаментальными деталями, обрамления окон оформили контрастной светлой штукатуркой. Стены декорировали рельефом с растительным узором, выполненным в технике штукатурной лепнины. Цокольный этаж и небольшую лестницу крыльца выполнили из гранита. Эти поверхности создавали сложный цветовой и фактурный контраст фасадов. Во дворе в единой стилистике возвели конюшню и каретный сарай.
Здание включало пятнадцать комнат, выстроенных вдоль композиционного ядра — парадной лестницы. Её кованые перила декорировали стилизованными изображениями подсолнуха и лунника, символизирующими жизненный цикл человека. Площадку между первым и вторым этажами освещало массивное двухъярусное окно, рядом с ним скамейками огородили зону для детских игр и чтения. Верхние этажи занимали гостиные и хозяйские спальни, первый отвели под столовую, кабинет хозяина дома и буфетную, откуда позднее оборудовали дополнительную лестницу в подвал. Для удобства подачи блюд в помещении обустроили специальный лифт. Рядом с буфетной находилась просторная зала, соединявшаяся с открытым балконом дворового фасада. Позднее террасу переоборудовали в закрытый зимний сад. Гостиные второго этажа разделили трёхчастными деревянными дверьми с массивной стеклянной вставкой, что позволило визуально создать эффект единого пространства. Кессонный потолок комнат декорировали деревянными балками, холл также оформили деревянными панелями. Характерной чертой модерна считается объединение внешнего и внутреннего пространства. В доме Кекушевой этот приём использован в кабинете хозяина, где из окна хорошо виден Зачатьевский монастырь, который становится частью композиции.

Экстерьер особняка Кекушевой
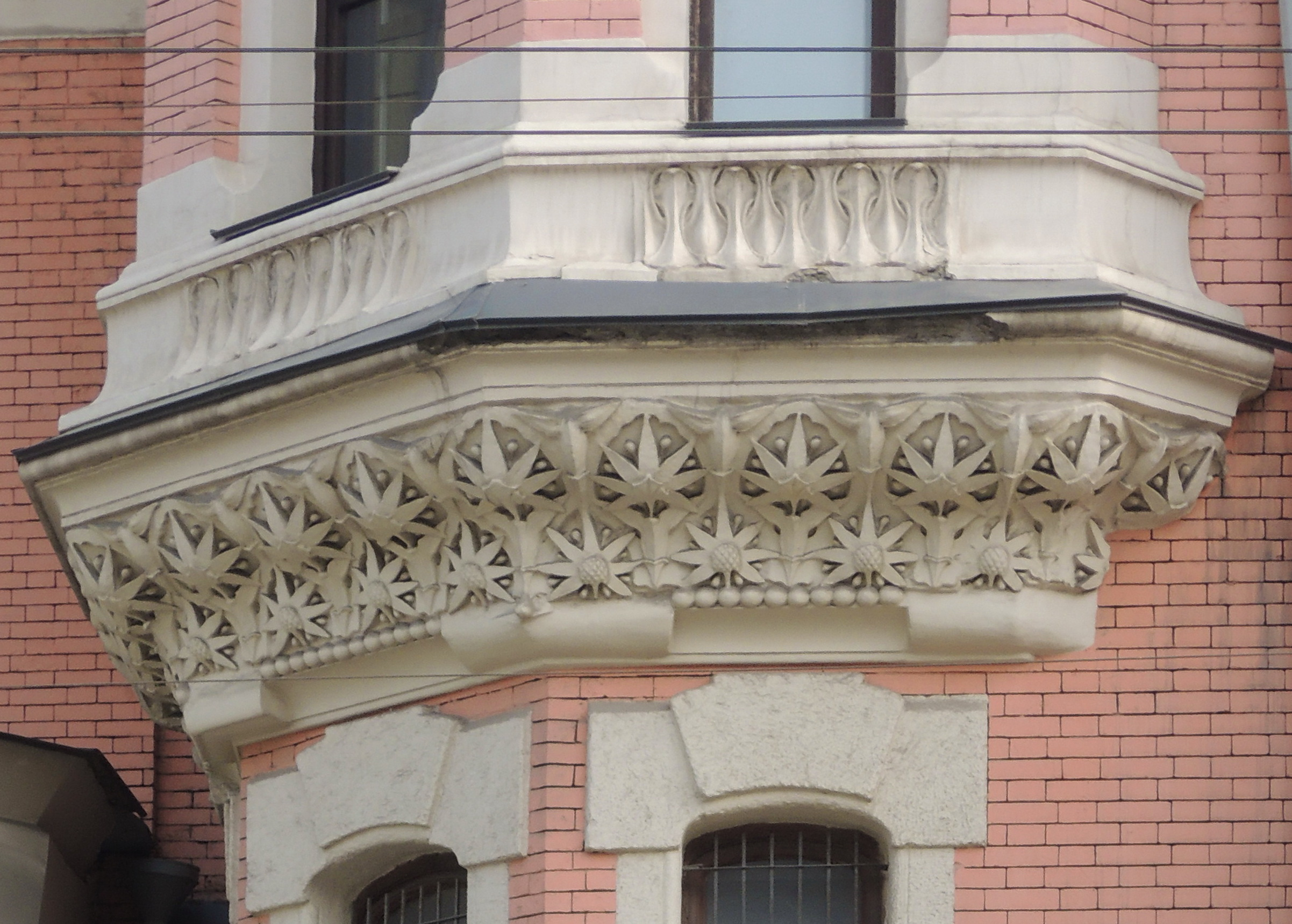
Лепной декор, 2013 год
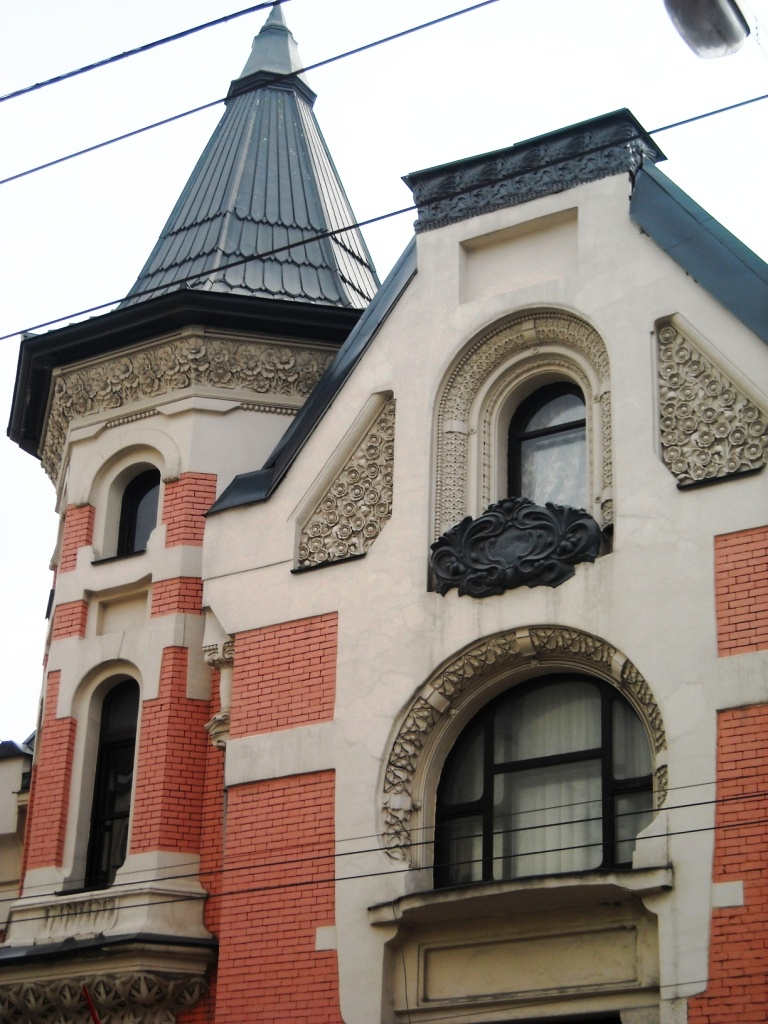
Лепной декор, 2010 год
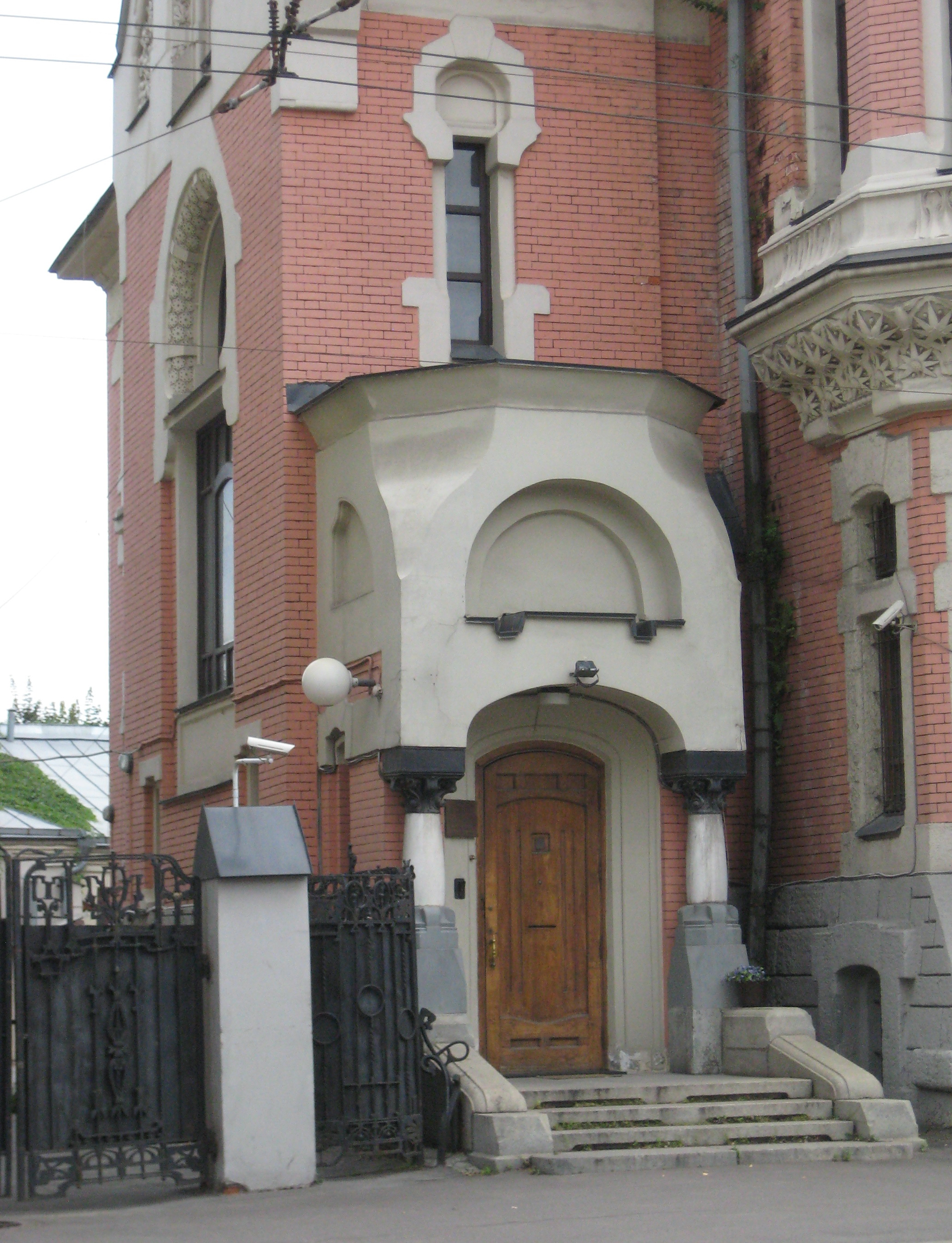
Парадный вход, 2013 год
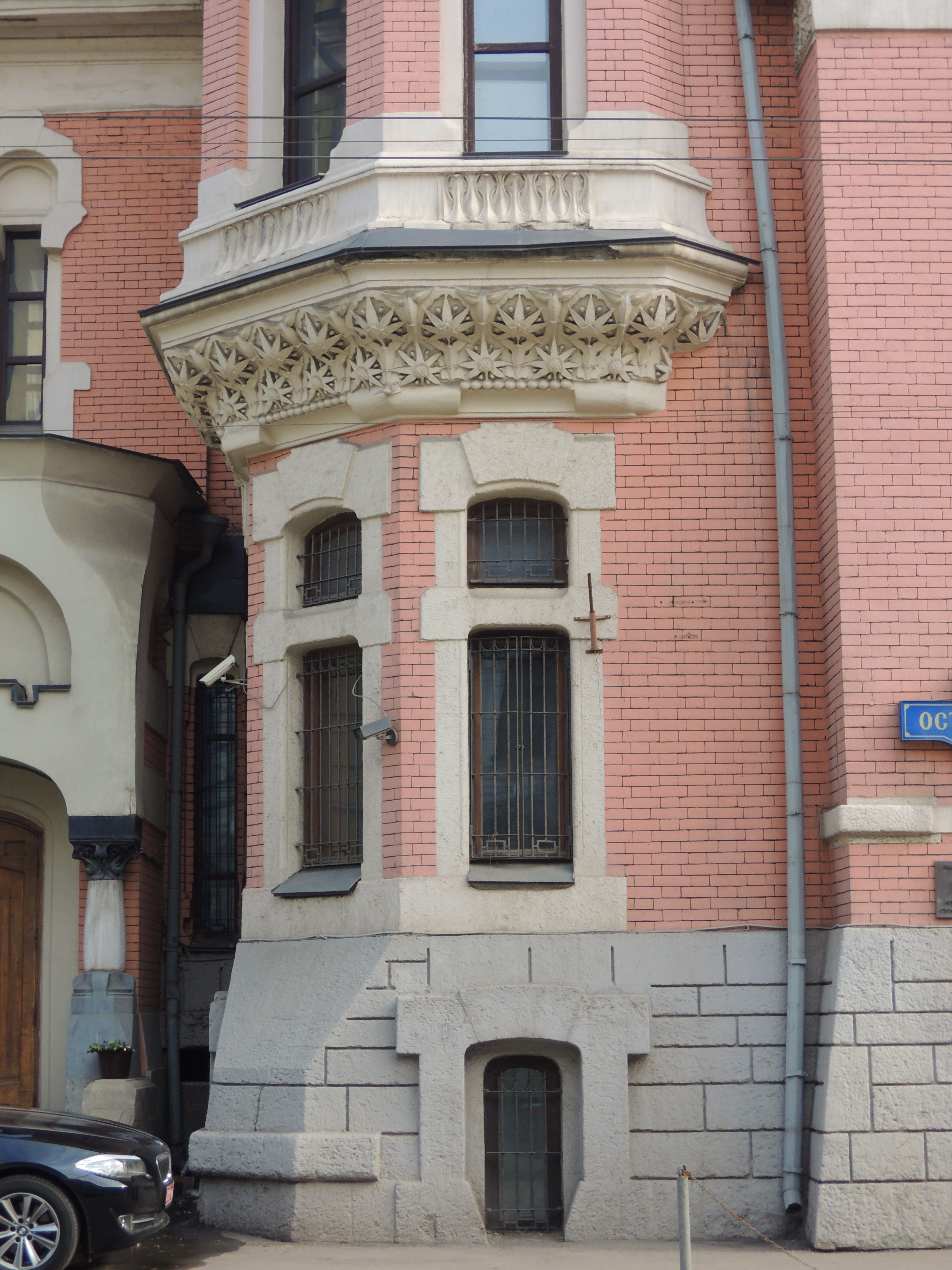
Лепной декор, 2013 год
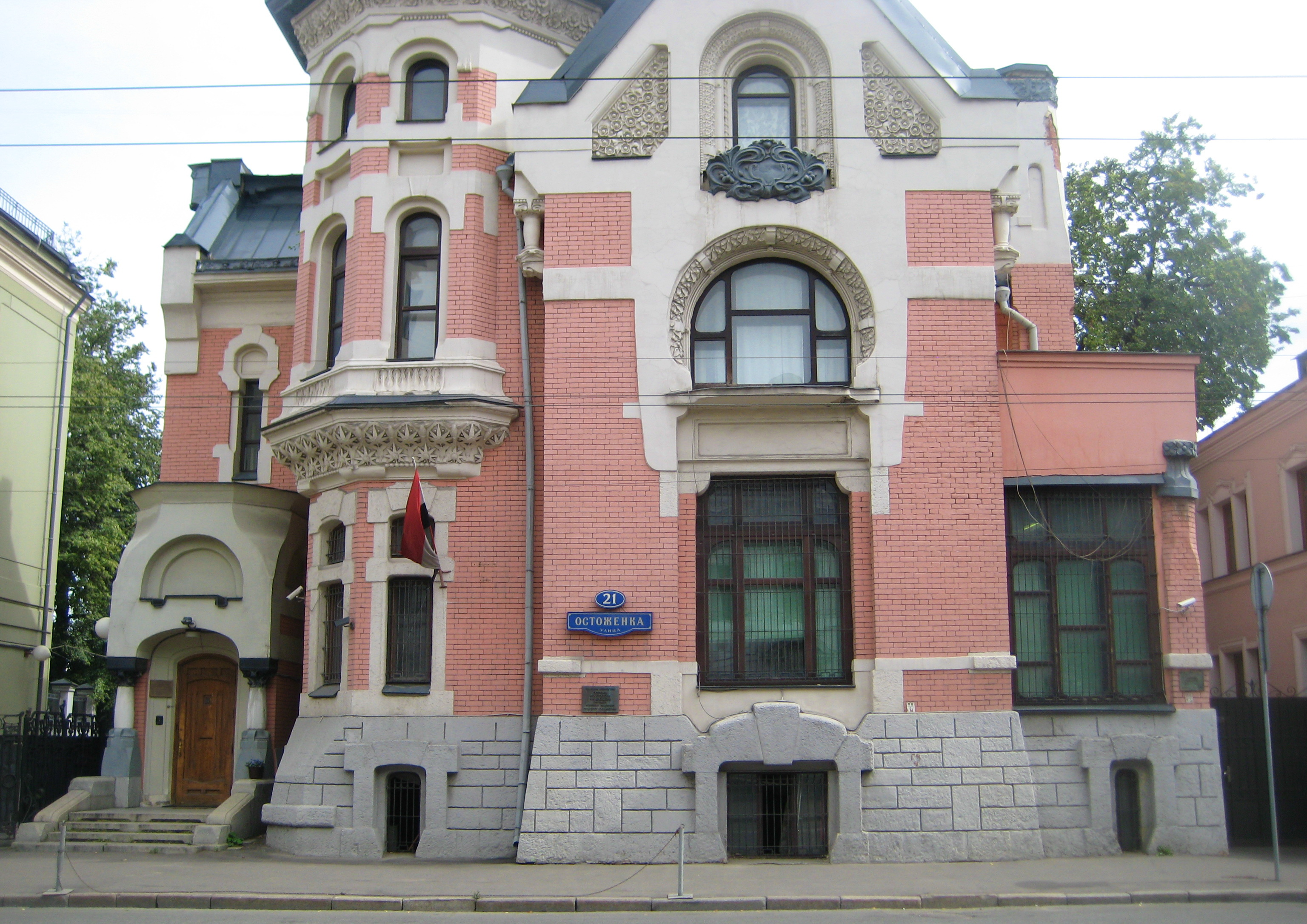
Оформление окон, 2013 год